# الجدول الزمني للاستيطان الإسرائيلي
هذا هو الجدول الزمني لتطور المستوطنات الإسرائيلية والجدل الدائر حولها. اعتبارًا من 30 يناير 2022، بلغ عدد سكان المستوطنات في الضفة الغربية 490.493 نسمة، وبلغ عدد سكان المستوطنين في مرتفعات الجولان ما يقرب من 27.000 نسمة، وفي القدس الشرقية بلغ عدد سكان المستوطنين حوالي 220.000 نسمة.

### 1967
- إن اتفاق وقف إطلاق النار الذي أعقب حرب الأيام الستة عام 1967 يترك لإسرائيل السيطرة على عدد من المناطق التي احتلتها خلال الأعمال العدائية.
- من الأردن، تحصل إسرائيل على السيطرة على الضفة الغربية، بما في ذلك القدس الشرقية.
- من مصر، تحصل إسرائيل على السيطرة على شبه جزيرة سيناء حتى قناة السويس، وقطاع غزة .
- من سوريا، تحصل إسرائيل على السيطرة على معظم مرتفعات الجولان، والتي كانت تُدار منذ عام 1981 بموجب قانون مرتفعات الجولان.
- تمتد الحدود البلدية لمدينة القدس لتشمل كامل البلدة القديمة بالإضافة إلى مناطق أخرى. ويُعرض على المقيمين داخل الحدود البلدية الجديدة الاختيار بين الجنسية (مع بعض القيود) والإقامة الدائمة (إذا رغبوا في الاحتفاظ بجوازات سفرهم الأردنية).
- سيناء وقطاع غزة والضفة الغربية تحت الاحتلال العسكري الإسرائيلي. ولا يُمنح المقيمون في إسرائيل الجنسية أو الإقامة، على الرغم من أنهم يتمتعون عادة بتصاريح عمل فعلية داخل إسرائيل وحرية السفر إلى هناك.

### 1972
- عدد السكان المستوطنين. الضفة الغربية: 1,182. قطاع غزة: 700. القدس الشرقية: 8,649. مرتفعات الجولان: 77. المجموع: 10,608.[4]
- تأسست مستوطنة كريات أربع في الضفة الغربية.[5]

### 1975
- تأسست مستوطنة معاليه أدوميم في الضفة الغربية.[5]

### 1977
- تأسيس مستوطنات إلكانا وبيت إيل وكارني شمرون في الضفة الغربية.

### 1978
إسرائيل تخلي مواطنيها بالقوة من سيناء وتهدم منازلهم بعد أن عادت المنطقة إلى مصر بموجب اتفاقية كامب ديفيد. تم إخلاء آخر تجمع إسرائيلي في المنطقة، ياميت ، في أوائل عام 1982.

#### أغسطس
تأسست مستوطنة أرييل في الضفة الغربية.

### 1979

#### مارس
تم إقرار القرار رقم 446 من قبل مجلس الأمن التابع للأمم المتحدة. ينص القرار على أنه "يقرر أن السياسة والممارسات التي تنتهجها إسرائيل في إقامة المستوطنات في الأراضي الفلسطينية وغيرها من الأراضي العربية المحتلة منذ عام 1967 ليس لها أي أساس قانوني وتشكل عائقاً خطيراً أمام تحقيق السلام الشامل والعادل والدائم في الشرق الأوسط". تم تمرير القرار بأغلبية 12 صوتًا مقابل 0 وامتناع 3 أعضاء عن التصويت. وهذا هو الأول من بين العديد من القرارات التي ستصدرها الأمم المتحدة ضد المستوطنات الإسرائيلية.

### 1980
- يؤكد الكنيست على مكانة القدس باعتبارها "العاصمة الأبدية غير القابلة للتقسيم" للأمة من خلال إقرار قانون القدس .
- الأمم المتحدة تعلن قانون القدس "باطلاً ولاغياً"، ومجلس الأمن يأمر إسرائيل في قراره رقم 465 بتفكيك المستوطنات.

### 1981

#### ديسمبر
توسع إسرائيل نطاق قانونها ليشمل مرتفعات الجولان، حيث أقرت قانون مرتفعات الجولان، الذي يمنح الإقامة الدائمة وبطاقات الهوية والجنسية الإسرائيلية للسكان، لكنه لا يضم الأراضي رسميًا.

### 1983
- عدد المستوطنين. الضفة الغربية: 22,800. قطاع غزة: 900. القدس الشرقية: 76,095. مرتفعات الجولان: 6,800. المجموع: 106,595.[4]
- تأسست مستوطنة جفعات زئيف في الضفة الغربية.

### 1985
- عدد المستوطنين. الضفة الغربية: 44,100. قطاع غزة: 1900. القدس الشرقية: 103,900. مرتفعات الجولان: 8700. المجموع: 158,700.[4]
- تأسست مستوطنتا بيتار عيليت وأورانيت في الضفة الغربية.[5]

### 1989
عدد المستوطنين. الضفة الغربية: 69,800. قطاع غزة: 3000. القدس الشرقية: 117,100. مرتفعات الجولان: 10,000 المجموع: 199,900.

### 1990
عدد المستوطنين. الضفة الغربية: 78,600. قطاع غزة: 3,300. القدس الشرقية: 135,000. مرتفعات الجولان: 10,600. المجموع: 227,500.

### 1991
عدد السكان المستوطنين. الضفة الغربية: 90,300. قطاع غزة: 3,800. القدس الشرقية: 137,300. مرتفعات الجولان: 11,600. المجموع: 243,000.

### 1992
عدد السكان المستوطنين. الضفة الغربية: 101,100. قطاع غزة: 4,300. القدس الشرقية: 141,000. مرتفعات الجولان: 12000. المجموع: 258,400.

### 1993
عدد السكان المستوطنين. الضفة الغربية: 111,600. قطاع غزة: 4,800. القدس الشرقية: 152,800. مرتفعات الجولان: 12,600. المجموع: 281,800.

### 1994
بدأت إسرائيل العمل على الجدار العازل في الضفة الغربية.

### 1995
عدد السكان المستوطنين. الضفة الغربية: 133,200. قطاع غزة: 5,300. القدس الشرقية: 157,300. مرتفعات الجولان: 13,400. المجموع: 309,200.

### 1996
- عدد السكان المستوطنين. الضفة الغربية: 142,700 -139,974. قطاع غزة: 5,600. القدس الشرقية: 160,400. مرتفعات الجولان: 13,800. المجموع: 322,500.
- تأسست مستوطنة موديعين عيليت في الضفة الغربية.

### 1997
عدد السكان المستوطنين. الضفة الغربية: 154,400  -152,277. قطاع غزة: 5700. القدس الشرقية: 161,416. مرتفعات الجولان: 14,300. المجموع: 335,816.

### 1998
عدد السكان المستوطنين. الضفة الغربية: 163,300 -164,800. قطاع غزة: 6,100. القدس الشرقية: 165,967. مرتفعات الجولان: 14,900. المجموع: 350,267.

### 1999
عدد السكان المستوطنين. الضفة الغربية: 177,411 -177,327. قطاع غزة: 6,337. القدس الشرقية: 170,123. مرتفعات الجولان: 15,313. المجموع: 369,184.

### عام 2000
عدد السكان المستوطنين. الضفة الغربية: 192,976 -190,206. قطاع غزة: 6,678. القدس الشرقية: 172,250. مرتفعات الجولان: 15,955. المجموع: 387,859.

#### سبتمبر/ أيلول
إندلاع انتفاضة الأقصى .

### 2001
عدد السكان المستوطنين. الضفة الغربية: 200,297.

### 2002
عدد السكان المستوطنين. الضفة الغربية: 214,722 -211,416. قطاع غزة: 7,277. القدس الشرقية: 175,617. مرتفعات الجولان: 16,503. المجموع: 414,119.

### 2003
عدد السكان المستوطنين. الضفة الغربية: 224,669 -223,954. قطاع غزة: 7,556. القدس الشرقية: 178,601. مرتفعات الجولان: 16,791. المجموع: 427,617.

#### أبريل
اتفقت إسرائيل والفلسطينيون على خطة خارطة الطريق للسلام ، والتي تتعهد فيها إسرائيل بتجميد بناء المستوطنات في جميع الأراضي المحتلة.

### 2004
- عدد السكان المستوطنين. الضفة الغربية: 234,487 -235,263. قطاع غزة: 7,826. القدس الشرقية: 181,587 -176,566. مرتفعات الجولان: 17,265. المجموع: 441,828.
- الحكومة والبرلمان الإسرائيليان يوافقان على إخلاء المستوطنات الإسرائيلية من قطاع غزة وأربع مستوطنات من شمال السامرة. "نوريت كليوت، "إعادة توطين اللاجئين في فنلندا وقبرص: تحليل مقارن ودروس محتملة لإسرائيل"، في أري مارسيلو كاكوفيتش، باول لوتومسكي. إعادة توطين السكان في الصراعات الدولية: دراسة مقارنة ، كتب ليكسينجتون ، 2007، ص.57.

### 2005
عدد السكان المستوطنين. الضفة الغربية: 258,988 -247,514. قطاع غزة :0. القدس الشرقية: 184,057 -178,913. مرتفعات الجولان: 17,793. المجموع: 460,838.

#### مارس
- يخلص تقرير ساسون إلى أن الهيئات الحكومية الإسرائيلية قامت بتحويل ملايين الشواكل بشكل سري لبناء مستوطنات وبؤر استيطانية في الضفة الغربية كانت غير قانونية بموجب القانون الإسرائيلي. يكشف التقرير عن وجود ما لا يقل عن 150 من هذه البؤر الاستيطانية غير القانونية التي تفتقر إلى الترخيص الحكومي المناسب.
- تؤكد الحكومة الإسرائيلية خططها لزيادة مساحة مستوطنة معاليه أدوميم في الضفة الغربية قرب القدس بنحو 3500 منزل. ينتقد كبير المفاوضين الفلسطينيين صائب عريقات هذه الخطوة قائلاً: "إن هذا يخرب كل الجهود الرامية إلى إعادة عملية السلام إلى مسارها الصحيح"، و"إن الحكومة الإسرائيلية تريد تحديد مصير القدس من خلال تقديم المستوطنات والجدار كأمر واقع".[10]

#### أغسطس
تم إخلاء جميع المستوطنات البالغ عددها 21 مستوطنة في قطاع غزة وأربع مستوطنات في شمال الضفة الغربية  (أو شمال السامرة)  بالقوة كجزء من خطة الانسحاب الأحادية الجانب التي تنفذها إسرائيل.

### 2006
عدد السكان المستوطنين. الضفة الغربية: 268,400 -261,879. القدس الشرقية: 181,823. مرتفعات الجولان: 18,105. المجموع: 461,807-468,328.

### 2007
عدد السكان المستوطنين. الضفة الغربية: 276,462 -282,000. القدس الشرقية: 184,707. مرتفعات الجولان: 18,105. المجموع: 475,404.

#### نوفمبر
إنعقد مؤتمر أنابوليس. يطالب الفلسطينيون بتجميد الاستيطان كشرط مسبق للمحادثات، إلا أن إسرائيل تتمسك بخطتها لبناء مستوطنات جديدة في القدس الشرقية.

### ديسمبر
قررت إسرائيل بناء 300 وحدة سكنية إسرائيلية إضافية في حي هار حوما في القدس الشرقية، بالقرب من بيت لحم . وقد أدانت الولايات المتحدة والاتحاد الأوروبي هذه الخطوة.

### 2008
عدد المستوطنين في الضفة الغربية: 290,697.

#### مارس
أعلنت بلدية القدس عن خطط لبناء 600 وحدة سكنية جديدة في القدس الشرقية. وردت وزيرة الخارجية الأميركية كونداليزا رايس على ذلك بقولها إن التوسع الاستيطاني ينبغي أن يتوقف، وأن ذلك يتعارض مع التزامات "خريطة الطريق".

#### نوفمبر
منحت المحكمة العليا الإسرائيلية الحكومة الإسرائيلية 45 يوماً لتوضيح سبب عدم قيامها بإزالة البؤرة الاستيطانية غير القانونية ميجرون وفقاً لالتزاماتها بموجب خطة الطريق للسلام لعام 2003.

#### ديسمبر
بدأت حرب غزة .

### 2009

#### يناير
إنتهت حرب غزة .

#### يونيو
- يلقي الرئيس الأمريكي باراك أوباما خطابه الشهير في القاهرة حيث يقول "إن الولايات المتحدة لا تقبل شرعية استمرار المستوطنات الإسرائيلية".[17]
- وزير الدفاع الإسرائيلي إيهود باراك يأذن ببناء 300 منزل جديد في مستوطنات الضفة الغربية.[18]

#### أغسطس
يطالب الرئيس الأميركي باراك أوباما بتجميد كامل لبناء المستوطنات في الضفة الغربية، بما في ذلك القدس الشرقية. الحكومة الإسرائيلية توافق على تجميد الاستيطان في الضفة الغربية. وتزعم حركة السلام الآن أن إسرائيل تحاول خداع الولايات المتحدة. في 25 أغسطس 2009، قال نتنياهو إنه سيحاول التوصل إلى اتفاق مع الولايات المتحدة لمواصلة بناء المستوطنات قبل محاولة التحدث مع الفلسطينيين. وفي 28 أغسطس/آب 2009، قال مسؤولون أميركيون إنهم لن يفرضوا شروطاً على الأطراف، ولكن الأمر متروك للأطراف نفسها لتحديد ما إذا كانت العتبة اللازمة لإجراء المحادثات قد تم بلوغها. ودافع وزير التعليم جدعون ساعر عن تجميد البناء باعتباره محاولة "لحماية المصالح الحيوية ـ القدس والعلاقة مع الولايات المتحدة ـ وتجنب العزلة الوطنية، لأننا لن نكون قادرين على القيام بالأشياء القريبة إلى قلوبنا في ظل العزلة الدولية ".

#### سبتمبر
وصف زعيم حركة حماس خالد مشعل اقتراح إسرائيل بوقف بناء المستوطنات مؤقتا مقابل تحسين العلاقات مع الدول العربية بأنه "خطير"، واعتبره محاولة لتجنب المطالب الأميركية. وقد حظيت معارضة زعيم حماس للمقترح الإسرائيلي بدعم الأمين العام لجامعة الدول العربية عمرو موسى.

#### نوفمبر
أعربت الحكومة الأميركية عن انزعاجها إزاء موافقة وزارة الداخلية الإسرائيلية على بناء 900 وحدة سكنية إضافية في مستوطنة يهودية في القدس الشرقية. وقال متحدث باسم البيت الأبيض إن هذه الخطوة تجعل من "الأكثر صعوبة" إحياء محادثات السلام الإسرائيلية الفلسطينية. تعتبر المستوطنات المقامة على الأراضي المحتلة غير قانونية بموجب القانون الدولي، على الرغم من أن إسرائيل تنازع في هذا وتعتبر جيلو، منطقة الاستيطان المخطط لها "جزءًا لا يتجزأ من القدس".

#### ديسمبر
أصدرت الحكومة الإسرائيلية أمرًا بوقف إصدار التصاريح لبناء منازل استيطانية جديدة في الضفة الغربية لمدة عشرة أشهر. إن القيود التي أشار إليها السياسيون ووسائل الإعلام الإسرائيلية باعتبارها "تجميدًا" لا تنطبق على القدس الشرقية (التي لم يتم الاعتراف دوليًا بضمها الفعلي من قبل إسرائيل)، والمباني البلدية، والمدارس، والمعابد اليهودية، وغيرها من البنية التحتية المجتمعية في المستوطنات. سيتم السماح ببناء حوالي 3000 منزل قيد الإنشاء بالفعل. وقالت الحكومة الإسرائيلية إن هذه الخطوة تهدف إلى استئناف محادثات السلام، لكن المسؤولين الفلسطينيين قالوا إنها غير كافية. ورفض المسؤولون الفلسطينيون العودة إلى محادثات السلام قبل فرض وقف كامل للبناء، بما في ذلك في القدس الشرقية. وجاء هذا الإعلان في أعقاب دعوات وجهتها الحكومة الأميركية لتجميد بناء المستوطنات بشكل كامل. وقد انتقدت حكومة الولايات المتحدة والاتحاد الأوروبي وروسيا والأمم المتحدة خطط إسرائيل لمواصلة البناء في القدس الشرقية  ولكن كل من الولايات المتحدة والاتحاد الأوروبي أعلنا أنه لا ينبغي أن تكون هناك شروط مسبقة لاستئناف محادثات السلام المعلقة فيما يتصل بمتطلب خارطة الطريق الإسرائيلية بتجميد المستوطنات. على الرغم من أن المشاركين الفلسطينيين سوف يتعين عليهم تقديم قبول مسبق لمطالبة إسرائيل بإقامة دولة والامتناع عن العنف.

### 2010

#### مارس
- أعلنت إسرائيل عن خطط لبناء 1600 وحدة سكنية استيطانية في مستوطنة رامات شلومو في القدس الشرقية خلال زيارة نائب الرئيس الأميركي جو بايدن إلى المنطقة. ويدين بايدن القرار قائلاً: "إن جوهر وتوقيت الإعلان، وخاصة مع إطلاق محادثات القرب، هو على وجه التحديد نوع الخطوة التي تقوض الثقة التي نحتاج إليها... وتتعارض مع المناقشات البناءة التي أجريتها في إسرائيل".[30]
- صرح الأمين العام للأمم المتحدة بان كي مون قائلاً: "لقد أدان العالم خطط إسرائيل التوسعية في القدس الشرقية. فلنكن واضحين: جميع الأنشطة الاستيطانية غير قانونية في أي مكان في الأراضي المحتلة، ويجب أن تتوقف". وتحدث باسم الأمم المتحدة واللجنة الرباعية للشرق الأوسط .[31]
- كشف رئيس بلدية القدس عن خطة لهدم 22 منزلاً عربياً إسرائيلياً في القدس الشرقية لإفساح المجال أمام إنشاء حديقة عامة وموقع سياحي.[32]

### 2011

#### فبراير
الولايات المتحدة تستخدم حق النقض ضد مشروع قرار يدين كافة المستوطنات الإسرائيلية في الأراضي الفلسطينية باعتباره غير شرعي.

### 2017
اعتبارًا من 1 يناير 2017، بلغ عدد سكان المستوطنات في الضفة الغربية 420,899 نسمة.

### 2020
في عام 2020 بلغ عدد المستوطنين في القدس الشرقية حوالي 220 ألفًا.

### 2021
في عام 2021 بلغ عدد المستوطنين في مرتفعات الجولان حوالي 27000 نسمة.

### 2022
اعتبارًا من 30 يناير 2022، بلغ عدد سكان المستوطنات في الضفة الغربية 490,493 نسمة.
تنص اتفاقية الائتلاف الحكومية الإسرائيلية المبرمة في الأول من ديسمبر/كانون الأول 2022 بين حزب الليكود بزعامة رئيس الوزراء القادم بنيامين نتنياهو وحزب الصهيونية الدينية اليميني المتطرف بزعامة بتسلئيل سموتريتش على أن "رئيس الوزراء سيعمل على صياغة وتعزيز سياسة يتم بموجبها تطبيق السيادة على يهودا والسامرة" (الأسماء التوراتية للضفة الغربية المحتلة). وسيتولى سموتريتش منصبا جديدا كوزير ضمن وزارة الدفاع، حيث سيشرف على الشؤون المدنية في الضفة الغربية. وتضمنت الالتزامات الأخرى إضفاء الشرعية على عشرات المستوطنات غير المرخصة وتوفير أموال ضخمة لبناء الطرق والنقل العام في الضفة الغربية. ولقلق الإدارة الأميركية، أبرم نتنياهو اتفاقيات مع شركائه في الائتلاف لتوسيع المستوطنات الإسرائيلية وإضفاء الشرعية على عشرات البؤر الاستيطانية الإسرائيلية.

### 2023

#### يناير
أبلغت الحكومة الإسرائيلية الجديدة المحكمة العليا الإسرائيلية أن الدولة سوف تتراجع عن موقفها السابق الذي يطالب المستوطنين الإسرائيليين بمغادرة مستوطنة حومش ، وهي مدرسة دينية بنيت على ممتلكات فلسطينية خاصة، وأن الحكومة تنوي تغيير قانون فك الارتباط . وتقدم أصحاب الأراضي الفلسطينيون بالتماس إلى المحكمة بسبب منعهم من الوصول إلى أراضيهم بسبب قيام المستوطنين في البؤرة الاستيطانية الإسرائيلية بمنع الوصول إليها. وقالت النيابة العامة إن "المستوى السياسي يرغب في الإعلان عن أنه، وفقًا لاتفاقيات الائتلاف التي تم توقيعها، فإنه ينوي التصرف في أقرب وقت ممكن لتعديل المبادئ التوجيهية التي تسمح للإسرائيليين بالبقاء" وطلب ثلاثة أشهر أخرى لتقديم رأي آخر.
ردًا على قرار منح الحكومة مهلة 90 يومًا لشرح قرارها بالتراجع عن قرارها بشأن مستوطنة حومش، قالت الولايات المتحدة إن "بؤرة حومش الاستيطانية في الضفة الغربية غير قانونية. وهي غير قانونية حتى بموجب القانون الإسرائيلي. إن دعوتنا للامتناع عن اتخاذ خطوات أحادية الجانب تشمل بالتأكيد أي قرار بإنشاء مستوطنة جديدة، أو إضفاء الشرعية على البؤر الاستيطانية، أو السماح بالبناء من أي نوع في عمق الضفة الغربية، أو بجوار تجمعات فلسطينية، أو على أراضٍ فلسطينية خاصة".

#### فبراير
وافقت إسرائيل على إضفاء الشرعية على تسعة بؤر استيطانية غير قانونية. قال متحدث باسم الولايات المتحدة: "نعارض بشدة توسيع المستوطنات، ونشعر بقلق بالغ إزاء التقارير التي تتحدث عن عملية لإضفاء الشرعية على البؤر الاستيطانية غير القانونية بموجب القانون الإسرائيلي. ونسعى للحصول على مزيد من المعلومات من الحكومة الإسرائيلية بشأن ما تقرر فعليًا". وأدانت السلطة الفلسطينية القرار باعتباره تجاوزًا "لجميع الخطوط الحمراء".
في اجتماع لمجلس الأمن الدولي عقد في 20 فبراير/شباط، أصدر المجلس بيانا رسميا يدين خطة إسرائيل لتوسيع المستوطنات على الأراضي الفلسطينية. وكان هذا أول إجراء تسمح به الولايات المتحدة ضد إسرائيل منذ ست سنوات. وجاء في البيان أن "مجلس الأمن يُؤكد مجدداً أن استمرار أنشطة الاستيطان الإسرائيلية يُهدد بشكل خطير جدوى حل الدولتين القائم على حدود عام 1967"، وأن "مجلس الأمن يُعرب عن قلقه العميق وانزعاجه إزاء إعلان إسرائيل في 12 فبراير". ولم تُطرح الإمارات العربية المتحدة مشروع قرار للتصويت "نظراً للمحادثات الإيجابية بين الطرفين". وأدان مكتب نتنياهو البيان الرسمي قائلاً: "ما كان ينبغي الإدلاء بهذا البيان، وما كان ينبغي للولايات المتحدة الانضمام إليه".
تولى وزير المالية بتسلئيل سموتريتش مسؤولية معظم الإدارة المدنية، وحصل على سلطة واسعة بشأن القضايا المدنية في الضفة الغربية. أدانت جماعات السلام الإسرائيلية هذه الخطوة باعتبارها ضمًا قانونيًا للأراضي المحتلة . وكتب محامي حقوق الإنسان مايكل سفارد على تويتر أن هذا الإجراء "يستلزم ضمًا قانونيًا للضفة الغربية".
اتهم دانييل كيرتزر، السفير الأمريكي السابق لدى إسرائيل، الحكومة بخرق اتفاق مكتوب مع واشنطن من خلال إضفاء الشرعية على "مجموعة من المستوطنات القومية والدينية المتشددة"، ودعا إدارة بايدن إلى منع "الضم الزاحف" لإسرائيل للضفة الغربية.

#### مارس
ألغت إسرائيل قانوناً صدر عام 2005 يقضي بتفكيك أربع مستوطنات إسرائيلية، هي حومش ، وسانور ، وغانيم ، وكاديم ، كجزء من خطة الانسحاب الإسرائيلي من غزة . وأدانت السلطة الفلسطينية والاتحاد الأوروبي هذه الخطوة، ودعا الأخير إلى إلغاء القانون الجديد. وندد النقاد، بما في ذلك بعض المعارضة الإسرائيلية والمنظمات غير الحكومية الداعمة للحقوق الفلسطينية، بهذه الخطوة باعتبارها مقدمة لضم الضفة الغربية. وبالإضافة إلى إدانة هذه الخطوة، استدعت الولايات المتحدة أيضًا السفير الإسرائيلي للتعبير عن قلقها.

#### مايو
بموافقة الحكومة الإسرائيلية، نقل المستوطنون الإسرائيليون مدرسة دينية أقيمت على أرض فلسطينية خاصة في حومش، إلى مكان قريب مخصص كأرض مملوكة للدولة . وقد تم تنفيذ عملية النقل على الرغم من المعارضة الدولية، بما في ذلك المعارضة المتكررة من جانب الولايات المتحدة، ومعارضة النائب العام الإسرائيلي.

#### يونيو
اختصرت إسرائيل إجراءات الموافقة على بناء المستوطنات، ومنحت وزير المالية بتسلئيل سموتريتش صلاحية الموافقة على إحدى المراحل، وهو ما أدى إلى تغيير النظام المعمول به منذ 27 عاما. وقالت الولايات المتحدة إنها "منزعجة للغاية" من الخطط الإسرائيلية التي تنتهك صراحة الالتزامات السابقة التي قدمتها إسرائيل لإدارة بايدن. تشعر الولايات المتحدة بقلق بالغ إزاء قرار الحكومة الإسرائيلية المعلن بالمضي قدمًا في التخطيط لبناء أكثر من 4000 وحدة استيطانية في الضفة الغربية. كما نشعر بقلق مماثل إزاء التقارير التي تفيد بإدخال تغييرات على نظام إدارة المستوطنات الإسرائيلي، مما يُسرّع من تخطيط المستوطنات والموافقة عليها. حثّ تور وينسلاند، منسق الأمم المتحدة الخاص لعملية السلام في الشرق الأوسط، على وقف هذه القرارات والتراجع عنها، وقال: "أشعر بقلق بالغ إزاء قرار الحكومة الإسرائيلية أمس بتعديل إجراءات التخطيط الاستيطاني المعمول بها منذ عام ١٩٩٦، والذي من المتوقع أن يُسرّع من توسيع المستوطنات. كما أشعر بالقلق إزاء التقدم المتوقع في بناء أكثر من 4000 وحدة سكنية استيطانية الأسبوع المقبل من قِبل سلطات التخطيط الإسرائيلية". وذكرت الصحافة الإسرائيلية أن الولايات المتحدة أبلغت إسرائيل بأن منتدى النقب للتعاون الإقليمي سوف يتأجل نتيجة للتحركات الإسرائيلية.
انتقدت الولايات المتحدة تقدم إسرائيل في خططها لبناء 5700 منزل جديد في المستوطنات اليهودية وقالت إنها "عقبة أمام السلام".

#### بوليو
في الأشهر الستة الأولى من العام الجاري، تم بناء 13 ألف وحدة سكنية في المستوطنات، وهو ما يقرب من ثلاثة أمثال المبلغ الذي تم تقديمه في عام 2022 بأكمله.
في مقابلة مع شبكة سي إن أن في 9 يوليو 2023، قال الرئيس الأمريكي جو بايدن إن الوزراء المتطرفين في الائتلاف الذين يؤيدون الاستيطان "في أي مكان يريدونه" في الضفة الغربية هم "جزء من المشكلة" في الصراع.

#### ديسمبر
في الرابع من ديسمبر، تمت الموافقة على خطة القناة السفلية لبناء 1792 وحدة سكنية في عملية سريعة، مما يمثل أول خطة استيطانية كبرى جديدة في القدس الشرقية منذ جيفات هاماتوس في عام 2012.

### 2024

#### فبراير
بعد أن قتل إسرائيليًا واحدًا وأصيب خمسة إسرائيليين بالقرب من معاليه أدوميم ، أعلن وزير المالية الإسرائيلي اليميني المتطرف بيزاليل سموتريتش في فبراير 2024 عن "رد استيطاني" بعد التحدث إلى رئيس الوزراء بنيامين نتنياهو ووزير الدفاع يوآف غالانت ، حيث قال: "أي ضرر يلحق بنا سيؤدي إلى المزيد من البناء والمزيد من التنمية والمزيد من سيطرتنا في جميع أنحاء البلاد"، مع ترتيب 2350 منزلًا إضافيًا في معاليه أدوميم و300 منزل إضافي في كيدار للموافقة عليها، بالإضافة إلى 700 منزل إضافي في إفرات من المقرر بناؤها. انتقد وزير الخارجية الأمريكي أنتوني بلينكن هذا الإعلان، قائلاً إن المستوطنات الإسرائيلية الجديدة "تتعارض مع القانون الدولي" و"تتعارض مع التوصل إلى سلام دائم"، وتعرض "أمن إسرائيل للخطر".

#### مارس
وافقت الحكومة الإسرائيلية في أوائل مارس 2024 على بناء 694 وحدة سكنية استيطانية إضافية في إفرات، بالإضافة إلى الموافقة على بناء 2452 وحدة سكنية استيطانية إضافية في معاليه أدوميم و330 وحدة سكنية استيطانية إضافية في كيدار، حسبما ذكرت صحيفة هآرتس .
في أواخر مارس 2024، أعلن الوزير سموتريتش أن الحكومة الإسرائيلية استولت مؤخرًا على 10كم 2 من الأراضي في الضفة الغربية، "لتعزيز الاستيطان من خلال العمل الجاد وبطريقة استراتيجية في جميع أنحاء البلاد". بعض الأراضي المصادرة كانت في وادي الأردن، وبعضها الآخر كان بين المستوطنات الإسرائيلية معاليه أدوميم وكيدار. وزعمت منظمة مراقبة الاستيطان "السلام الآن" أن الاستيلاء على هذه الأراضي هو الأكبر من نوعه من قبل الحكومة الإسرائيلية منذ اتفاقيات أوسلو عام 1993. وأكد الاتحاد الأوروبي أن إسرائيل قامت خلال العام الماضي ببناء أكبر عدد من المستوطنات في الضفة الغربية منذ عقود.

### 2025

#### مايو
في 29 مايو/أيار، أُعلن أن الوزراء الإسرائيليين وافقوا على بناء 22 مستوطنة يهودية جديدة في الضفة الغربية المحتلة، مع وجود العديد من هذه المستوطنات بالفعل كبؤر استيطانية لا تتمتع بترخيص حكومي ولكنها ستصبح قانونية بموجب القانون الإسرائيلي. ووصف وزير الدفاع الإسرائيلي إسرائيل كاتس هذه الخطوة بأنها وقائية ضد إقامة دولة فلسطينية وإجراء أمني.